# Société des Avions Bernard
La Société des Avions Bernard est une entreprise française de constructions d'avions qui élabora plusieurs modèles d'appareils destinés à battre des records dans les années 1920-1930.
En 1917, Adolphe Bernard fondait les Établissements Adolphe Bernard, pour construire sous licence des chasseurs SPAD. En 1922, la société devient la Société industrielle des Métaux et du Bois (SIMB). En 1927, l'entreprise fait faillite et Adolphe Bernard la reconvertit en Société des Avions Bernard, qui produit divers types d'appareils, pendant un temps très bref, avant que l'industrie aéronautique française ne soit nationalisée en 1935 et que l'entreprise ne fasse à nouveau faillite en 1936 et devienne la Compagnie anonyme de production et réalisation aéronautique, renommée Matra en 1941. 
Bernard construit des avions de records, de raid (l'Oiseau Canari), de vitesse, dont des hydravions destinés à la coupe Schneider. Mettant au point des techniques très en avance sur son époque (ce qui est une des causes de son échec), Bernard propose des constructions tout métal, des éléments modulaires.

## Production
- Bernard 1, bombardier
- Bernard 10, avion de chasse, 1923
- Bernard 12, avion de chasse, 1923

Laulhé (pilote), Hubert (Directeur technique), Tarascon (pilote) et Bernard (PDG), devant le Bernard-Hubert 18T "Oiseau Tango"

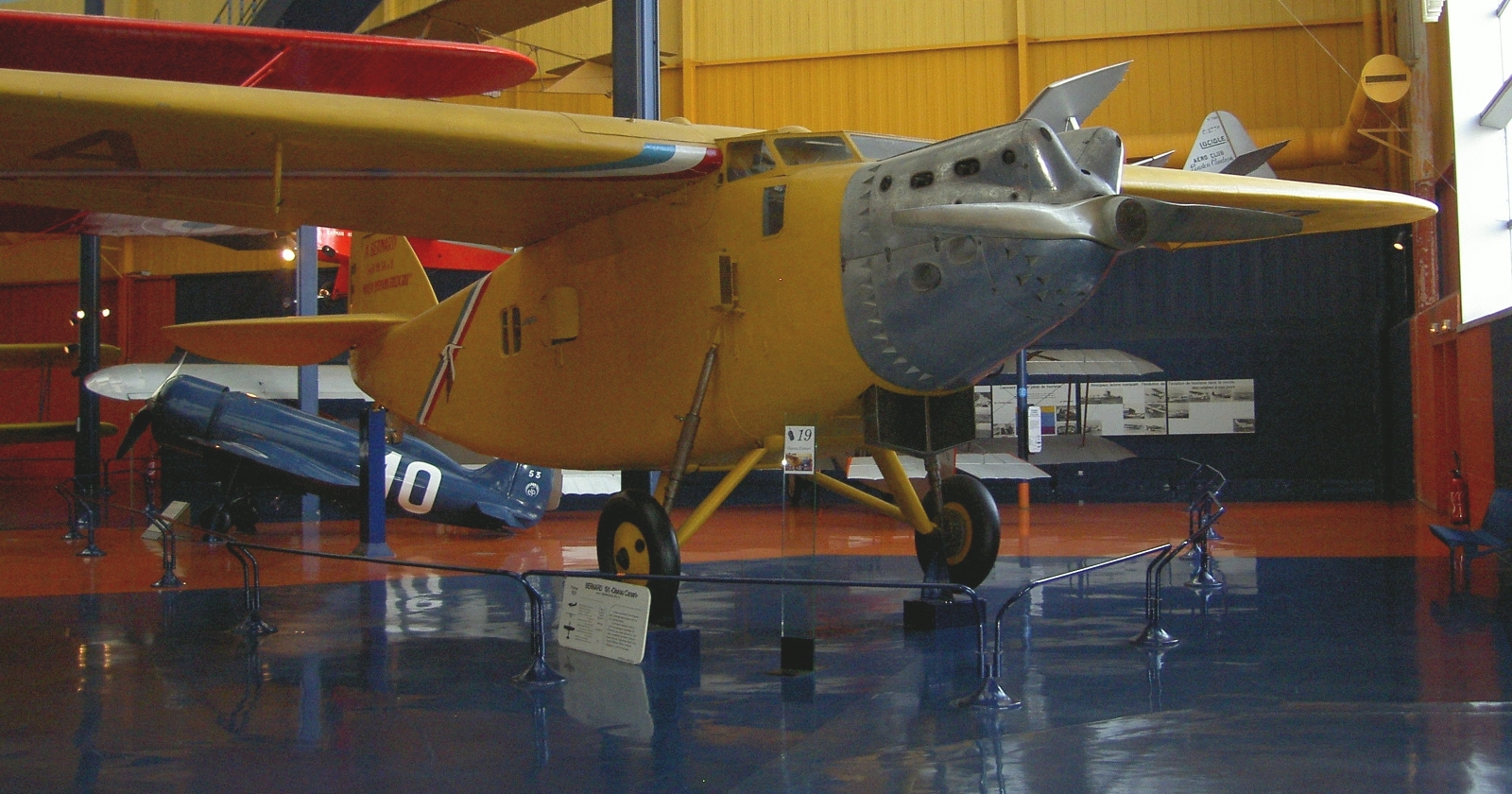
L'Oiseau Canari, Bernard 191 GR, Musée de l'Air et de l'Espace

- Bernard SIMB V-2, monoplace de course, 1924. Il bat le record du monde de vitesse (448,771 km/h), piloté par l'adjudant Florentin Bonnet, le 11 décembre 1924
- Bernard 14, avion de chasse sesquiplan, un exemplaire construit, 1925
- Bernard 15, variante du Bernard 14.
- Bernard 18, raid transatlantique, 2 exemplaires dont l'Oiseau Tango, 1930.
- Bernard 20, avion de chasse monoplan, 1929
- Bernard 60, avion de transport trimoteur, 1929
- Bernard S-72, avion de sport, 1930
- Bernard 74, avion de chasse monoplan, 1931
- Bernard 80, avion de transport, 1930
- Bernard 82, bombardier léger, 1933
- Bernard 190, avion de transport, 8 exemplaires construits
- Bernard 191 GR, avion de records dérivé du 190, 3 exemplaires construits. Le numéro 2 Oiseau Canari, avec l'équipage Jean Assollant, René Lefèvre et Armand Lotti, réussit la première traversée française de l'Atlantique Nord entre Old Orchard Beach (Maine) et Oyambre (Espagne), avec un passager clandestin, Arthur Schreiber.
- Bernard 260, avion de chasse, 1932
- Bernard H.V-40, hydravion de course
- Bernard H.V-41, hydravion de course
- Bernard H.V-42, hydravion de course
- Bernard H.52, hydravion de chasse
- Bernard H.110, hydravion de chasse
- Bernard H.V-120, hydravion de course
- Bernard V-4, avion de records
- Bernard 200, avion de tourisme
- Bernard H.V-220, hydravion de course
- Bernard H.V-320, hydravion de course

## Référence
- « Adolphe-Bernard et la SIMB », sur fandavion.free.fr (consulté le 3 mai 2015)